# Bahnstrecke Biederitz–Altengrabow
| |                                |                                                   |                                                   |
| Streckennummer: | 6880                           |                                                   |                                                   |
| Kursbuchstrecke (DB): | 259                            |                                                   |                                                   |
| Kursbuchstrecke: | 156f (Biederitz – Loburg 1934) |                                                   |                                                   |
| Streckenlänge: | 37,9 km                        |                                                   |                                                   |
| Spurweite: | 1435 mm (Normalspur)           |                                                   |                                                   |
| Streckenklasse: | CM4                            |                                                   |                                                   |
| Streckengeschwindigkeit: | 50 km/h                        |                                                   |                                                   |
| |                                |                                                   |                                                   |
| \| \| \| von Magdeburg \| \| \| \| 0,188 \| Biederitz Keilbahnhof \| Biederitz Keilbahnhof \| \| \| \| nach Potsdam \| \| \| \| \| nach Magdeburg-Buckau \| \| \| \| \| nach Dessau \| \| \| \| 0,967 \| Infrastrukturgrenze DB InfraGO / RIN \| Infrastrukturgrenze DB InfraGO / RIN \| \| \| 4,261 \| Woltersdorf (b Magdeburg) (ehem. Bf) \| Woltersdorf (b Magdeburg) (ehem. Bf) \| \| \| 8,689 \| Büden \| Büden \| \| \| 11,050 \| Ziepel (ehem. Bf) \| Ziepel (ehem. Bf) \| \| \| 13,228 \| Zeddenick (Sachs-Anh) \| Zeddenick (Sachs-Anh) \| \| \| 16,562 \| Möckern (bei Magdeburg) (ehem. Bf) \| Möckern (bei Magdeburg) (ehem. Bf) \| \| \| \| Ehle \| \| \| \| 21,882 \| Zeppernick (bei Magdeburg) (ehem. Bf) \| Zeppernick (bei Magdeburg) (ehem. Bf) \| \| \| \| von Gommern (750 mm) \| \| \| \| 26,714 \| Loburg (ab hier ehem. dreischienig) \| Loburg (ab hier ehem. dreischienig) \| \| \| 29,190 \| Bomsdorf \| Bomsdorf \| \| \| \| von Burg (750 mm) \| \| \| \| 34,039 \| Lübars (Kr Burg) (ehem. Bf) \| Lübars (Kr Burg) (ehem. Bf) \| \| \| \| nach Altengrabow Kleinbahnhof und Ziesar (750 mm) \| \| \| \| 38,810 \| Altengrabow \| Altengrabow \| \| \| \| Anschluss Truppenübungsplatz Altengrabow \| \| \| \| \| \| \| \| Quellen: [1] \| \| \| \| |                                |                                                   |                                                   |
| Strecke |                                | von Magdeburg                                     | von Magdeburg                                     |
| Bahnhof | 0,188                          | Biederitz Keilbahnhof                             | Biederitz Keilbahnhof                             |
| Abzweig geradeaus und nach links |                                | nach Potsdam                                      | nach Potsdam                                      |
| Abzweig geradeaus und ehemals nach rechts |                                | nach Magdeburg-Buckau                             | nach Magdeburg-Buckau                             |
| Abzweig geradeaus und nach rechts |                                | nach Dessau                                       | nach Dessau                                       |
| Wechsel des Eisenbahninfrastrukturunternehmens | 0,967                          | Infrastrukturgrenze DB InfraGO / RIN              | Infrastrukturgrenze DB InfraGO / RIN              |
| Haltepunkt / Haltestelle | 4,261                          | Woltersdorf (b Magdeburg) (ehem. Bf)              | Woltersdorf (b Magdeburg) (ehem. Bf)              |
| Bahnhof | 8,689                          | Büden                                             | Büden                                             |
| Haltepunkt / Haltestelle | 11,050                         | Ziepel (ehem. Bf)                                 | Ziepel (ehem. Bf)                                 |
| Haltepunkt / Haltestelle | 13,228                         | Zeddenick (Sachs-Anh)                             | Zeddenick (Sachs-Anh)                             |
| Haltepunkt / Haltestelle | 16,562                         | Möckern (bei Magdeburg) (ehem. Bf)                | Möckern (bei Magdeburg) (ehem. Bf)                |
| Brücke über Wasserlauf |                                | Ehle                                              | Ehle                                              |
| Haltepunkt / Haltestelle | 21,882                         | Zeppernick (bei Magdeburg) (ehem. Bf)             | Zeppernick (bei Magdeburg) (ehem. Bf)             |
| Abzweig geradeaus und ehemals von rechts |                                | von Gommern (750 mm)                              | von Gommern (750 mm)                              |
| Bahnhof | 26,714                         | Loburg (ab hier ehem. dreischienig)               | Loburg (ab hier ehem. dreischienig)               |
| Haltepunkt / Haltestelle | 29,190                         | Bomsdorf                                          | Bomsdorf                                          |
| Abzweig geradeaus und ehemals von links |                                | von Burg (750 mm)                                 | von Burg (750 mm)                                 |
| Haltepunkt / Haltestelle | 34,039                         | Lübars (Kr Burg) (ehem. Bf)                       | Lübars (Kr Burg) (ehem. Bf)                       |
| Abzweig geradeaus und ehemals nach links |                                | nach Altengrabow Kleinbahnhof und Ziesar (750 mm) | nach Altengrabow Kleinbahnhof und Ziesar (750 mm) |
| Kopfbahnhof Strecke ab hier außer Betrieb | 38,810                         | Altengrabow                                       | Altengrabow                                       |
| Strecke (außer Betrieb) |                                | Anschluss Truppenübungsplatz Altengrabow          | Anschluss Truppenübungsplatz Altengrabow          |
| |                                |                                                   |                                                   |
| Quellen: |                                |                                                   |                                                   |

Die Bahnstrecke Biederitz–Altengrabow ist eine normalspurige, eingleisige Nebenbahn in Sachsen-Anhalt. Seit der Einstellung des Nahverkehrs im Dezember 2011 fahren zwischen Loburg und Altengrabow nur noch gelegentlich Züge der örtlichen Museumsbahn und auf der Gesamtstrecke zeitweise Militärsonderzüge zum Truppenübungsplatz Altengrabow.

## Geschichte

### Von den Anfängen bis 1945
Am 1. Oktober 1892 eröffneten die Preußischen Staatseisenbahnen eine normalspurige Nebenbahn von Biederitz nach Loburg. Die Kleinbahnen des Kreises Jerichow I (KJ I) schlossen am 18. Juli 1896 Groß Lübars (später nur Lübars genannt) einerseits mit einer Schmalspurbahn in Richtung Burg an, andererseits folgte am 8. Oktober des gleichen Jahres eine Querverbindung von Groß Lübars über Altengrabow und Magdeburgerforth nach Ziesar. Anfang des 20. Jahrhunderts plante die KJ I eine Verbindung von Groß Lübars nach Gommern, die in Loburg Anschluss an die Regelspurstrecke nach Biederitz bekommen sollte. Der Abschnitt von Groß Lübars nach Loburg wurde am 21. Juli 1902 eröffnet. Bei Altengrabow war ein großer Truppenübungsplatz entstanden. Deswegen war der Abschnitt zwischen Loburg und Altengrabow mit einem Dreischienengleis (1435/750 mm) versehen worden. Die Schmalspurloks der KJ I transportierten dabei für den Militärverkehr regelspurige Wagen unter Verwendung eines Zwischenwaggons.
Im Personenverkehr wurden die Abschnitte während der Existenz der Schmalspurbahn stets getrennt befahren. Regelspurzüge verkehrten zwischen Biederitz (meistens bereits in Magdeburg beginnend) und Loburg, Schmalspurzüge zwischen Ziesar und Loburg. Das Angebot war meist spärlich und beschränkte sich auf jeweils drei bis fünf Zugpaare am Tag.

### Nach 1945

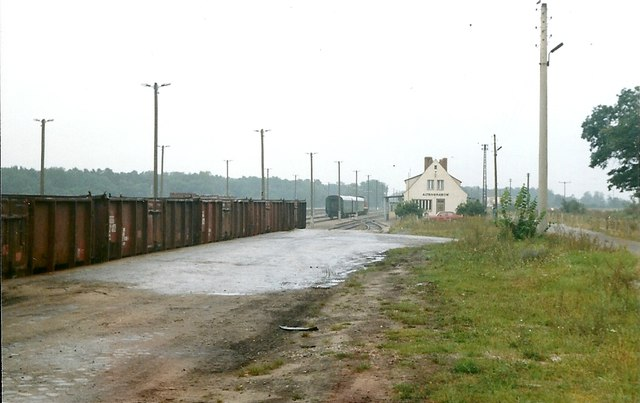
Bahnhof Altengrabow (1993)

Nach dem Ende des Zweiten Weltkrieges kamen die Strecken der KJ I zunächst zur Sächsischen Provinzbahnen GmbH und am 1. April 1949 zur Deutschen Reichsbahn. Der Truppenübungsplatz Altengrabow wurde von der Sowjetarmee betrieben, die weiterhin die Strecke für Militärtransporte nutzte. 1965 wurde das gesamte Schmalspurbahnnetz um Burg und Ziesar stillgelegt. Das Regelspurgleis zwischen Loburg und Altengrabow blieb in Betrieb, auch der Personenverkehr lief fortan bis Altengrabow durch. 1968 verkehrten sechs Personenzüge am Tag auf der gesamten Strecke in beiden Richtungen, hinzu kamen zwei Werktagszugpaare, die nur von Magdeburg nach Loburg fuhren.
Am 15. Januar 1999 wurde der Personenverkehr zwischen Loburg und Altengrabow eingestellt. Durchschnittlich waren in den Monaten davor nur sechs Reisende pro Tag auf diesem Abschnitt befördert worden. Zeitweise findet nach 1999 noch Militärverkehr für die Bundeswehr statt, die den Truppenübungsplatz Altengrabow übernommen hatte.

### Heutige Situation

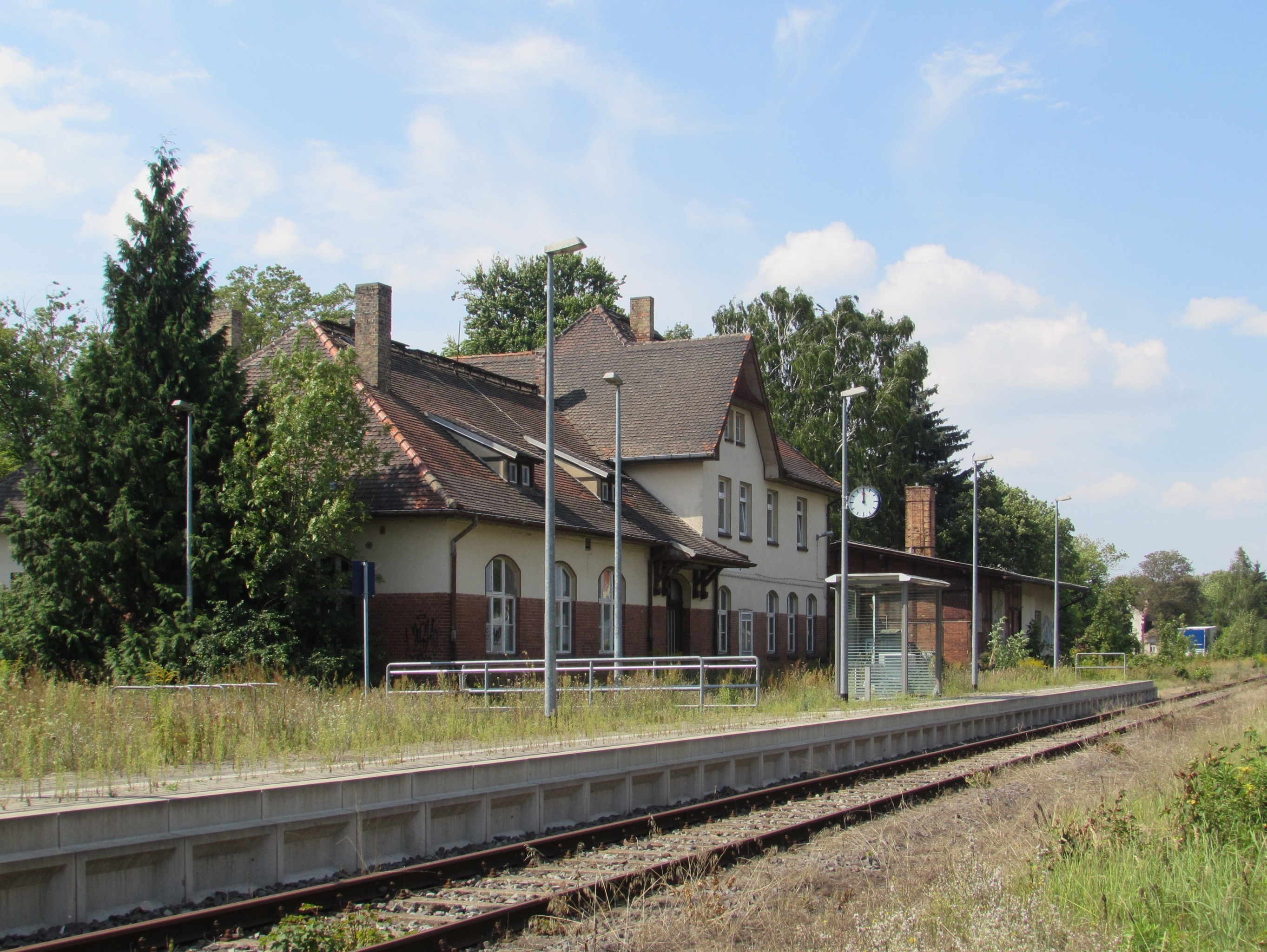
Bahnhof Loburg nach der Einstellung des Personenverkehrs (2015)

An der Strecke fanden 2003 Sanierungsarbeiten statt, bei denen neue Bahnsteige mit einer Höhe von 55 Zentimetern errichtet wurden, die einen barrierefreien Einstieg in die Züge ermöglichten.
Die Strecke wurde bis zum 11. Dezember 2011 im Personenverkehr von der Regionalbahnlinie 35 der DB Regio Südost (Elbe-Saale-Bahn) befahren. Die Züge verkehrten durchgehend von Magdeburg bis Loburg im Zweistundentakt. Im morgendlichen Berufsverkehr gab es Verstärkerzüge. Zum Fahrplanwechsel wurde der Personenverkehr aufgrund schlechter Infrastruktur und daraus folgender Fahrzeitverlängerung eingestellt. Ersatzweise ist ein dauerhafter Busverkehr eingerichtet worden. Dagegen richteten sich Proteste von Anwohnern der Region Biederitz-Loburg, zusammengeschlossen in der Initiative „Pro Bahn Magdeburg–Loburg“.
Der östliche Streckenabschnitt von Loburg bis Altengrabow wird als Museumsbahn genutzt. In den Jahren 2010 und 2011 waren an drei Tagen im Jahr jeweils zwei Zugpaare vorgesehen. Am 12. April 2012 schrieb DB Netz die Strecke zwecks Stilllegung beziehungsweise Abgabe an andere Eisenbahninfrastrukturunternehmen aus, mit der Besonderheit, dass die Bundeswehr für den Abschnitt Loburg–Altengrabow als Anschluss für den Truppenübungsplatz in Altengrabow Zuschüsse zahlte. Die von DB Netz geführten Verhandlungen zur Streckenübernahme hatten zum Ergebnis, dass RegioInfra die Strecke seit 1. März 2015 gepachtet hat. Voraussetzung dafür war zudem die Zustimmung des Verteidigungsministeriums.
Seit der Übernahme wurde der Bahnhof Büden umgebaut und in Altengrabow eine neue Verladerampe für den Truppenübungsplatz errichtet. Diese besteht aus einer Kopf- und einer rund 200 Meter langen Seitenrampe und wurde im Dezember 2016 fertiggestellt.
In den betroffenen Kommunen gibt es stets Forderungen, die Infrastruktur auch wieder für den Personenverkehr zu nutzen.